# Ivan Sétxenov
Ivan Mikhaïlovix Sétxenov (en rus: Иван Михайлович Сеченов), (13 d'agost de 1829, Tiopli Stan (actual Setxenovo), Imperi Rus - 15 de novembre de 1905, Moscou, Imperi Rus) fou un fisiòleg i neuròleg rus que és considerat com el pioner d'aquestes disciplines al seu país.
Sétxenov es graduà en enginyeria a Sant Petersburg el 1848 i en medicina el 1856 a la Facultat de Medicina de la Universitat de Moscou, i després amplià estudis amb Johannes P. Müller, Emile du Bois-Reymond i Felix Hoppe-Seyler a la Universitat de Berlín, amb O. Funke a la Universitat de Leipzig, amb K. Ludwig a la Universitat de Viena i Hermann von Helmholtz a la Universitat de Heidelberg. Gran part dels seus primers treballs es dugué a terme al laboratori de Claude Bernard. En aquests anys preparà la seva tesi doctoral. El seu interès per la neuropatologia i la fisiologia del sistema nerviós central sorgí del seu cercle d'amics. Al seu retorn a Rússia fou nomenat professor adjunt de Fisiologia a l'Acadèmia de Medicina Militar. Deixà aquesta posició com a signe de protesta contra el fracàs de l'Acadèmia per confirmar Ilià Ilitx Métxnikov com a professor. Fou professor de fisiologia a les universitats d'Odessa, Sant Petersburg i Moscou. El seu laboratori de fisiologia fou el centre no només de fisiologia, sinó també de farmacologia, toxicologia i medicina clínica.
Els seus principals treballs científics, que publicà a la dècada de 1860, els dedicà a l'examen de la respiració i al descobriment al cervell dels centres inhibidors dels reflexos de la medul·la espinal. Durant els experiments duts a terme amb una granota el 1862, Sétxenov mostrà que el reflex de la medul·la espinal (flexió de les cames quan la granota es troba immersa en una solució diluïda d'àcid) es veu afectada per l'estimulació química o elèctrica del tàlem. El centre d'inhibició de reflexos fou nomenat centre de Sétxenov i el fenomen de la inhibició central se'l denominà inhibició de Sétxenov. El seu llibre Reflexes del cervell (1863) aconseguí un èxit excepcional. En ell explicà, en termes fisiològics, les activitats psicològiques dels éssers humans i explicà tot el comportament de l'home com un acte reflex complex. El seu esquema dels reflexos condicionats fou posteriorment ampliat pel seu successor I. F. Cyon, el qual fou professor d'Ivan Pàvlov. El protegit de Sétxenov, Ilià Ilitx Métxnikov, guanyà el Premi Nobel de Medicina i Fisiologia el 1908. La seva dona, Maria Aleksàndrovna Bulova, es convertí en la primera dona metge a Rússia.